# Buk lesní (Nové Město pod Smrkem)
Buk lesní byl památný strom rostoucí u Nového Města pod Smrkem, sídla ležícího na severu České republiky, ve Frýdlantském výběžku Libereckého kraje.

## Poloha a historie
Strom rostl na jižním okraji lesa na úpatí vrchu Hřebenáč (567 m n. m.). Od stromu jižním směrem dále se rozkládá Nové Město pod Smrkem. V těsném sousedství památného stromu je vedena zeleně značená turistická trasa a po úbočí Hřebenáče jsou vedeny trasy Singltreku pod Smrkem. O prohlášení stromu za památný rozhodl městský úřad v Novém Městě pod Smrkem, který dne 25. listopadu 2009 vydal příslušný dokument, jenž 19. prosince 2009 nabyl své účinnosti. Během let 2015 a 2016 bylo během pochůzek zjištěno, že je strom napaden dřevokaznými houbami, a sice troudnatec kopytovitý (Fomes fomentariusc), dřevomor mnohotvarý (Hypoxylon multiforme), lesklokorka lesklá (Ganoderma lucidum) či klanolístka obecná (Schizophyllum commune). Dne 17. listopadu 2016 postihl lokalitu prudký větrný poryv a chráněný buk byl poškozen například odlomení jedné z kosterních větví. Torzo stromu však lesníci nechali, neboť na něm hnízdí některé druhy ptáků. Památková ochrana mu ale byla rozhodnutím městského úřadu v Novém Městě pod Smrkem dne 6. ledna 2017, které nabylo účinnosti 7. února 2017, odebrána.

## Popis
Památný strom je buk lesní (Fagus sylvatica) dosahující výšky 29,5 metru. Obvod jeho kmene činil 440 centimetrů. Při prohlašování stromu za památný bylo realizováno ochranné pásmo, jež má tvar kruhu o poloměru desetinásobku průměru kmene měřeno ve výši 1,3 metry nad terénem. V době vyhlášení činil poloměr ochranného pásma 14 metrů.